# Nostang
 Nostang  (en bretón Lostenk) es una población y comuna francesa, situada en la región de Bretaña, departamento de Morbihan, en el distrito de Lorient y cantón de Port-Louis.

## Demografía
| 806 | 763 | 733 | 829 | 1050 | 1088 |
| Para los censos de 1962 a 1999 la población legal corresponde a la población sin duplicidades (Fuente: INSEE [Consultar]) |     |     |     |      |      |